# Homoneura crickettae
Homoneura crickettae är en tvåvingeart som beskrevs av Miller 1977. Homoneura crickettae ingår i släktet Homoneura och familjen lövflugor.
Artens utbredningsområde är Pennsylvania. Inga underarter finns listade i Catalogue of Life.